# Rodi
Le rodi est une langue mixte du romani et des langues scandinaves (scandoromani) parlée par les Skøyere (no) en Norvège. Ces derniers sont un peuple voyageur, originaire du nord de l'Inde, bien qu'ils aient actuellement de forts traits scandinaves. Il ne s'agit pas de Tsiganes, mais d'une population qui s'est mélangée aux Tsiganes et aux Yéniches.
Cette langue possède une grammaire très proche du norvégien, mais emploie en revanche un vocabulaire fortement influencé par le rotwelsch. Elle possède aussi une déclinaison de trois cas (nominatif, accusatif, génitif) et un article défini postposé (comme le norvégien).
Son code de langue IETF est rmg.